# Contra a Parede
Contra a Parede é um filme brasileiro de 2018, do gênero drama, dirigido e escrito por Paulo Pons. Foi exibido diretamente na televisão durante a sessão de filmes da Rede Globo Supercine e também na plataforma de streaming Globoplay.
O filme aborda uma trama sobre corrupção, crise política e comportamento ético da sociedade brasileira e foi lançado em um contexto de pré-eleições presidenciais no Brasil.

## Sinopse
Em um período próximo às eleições presidenciais no Brasil, o veterano apresentador de telejornal Cacá Viana (Antônio Fagundes) se vê no meio de um conflito ético envolvendo diretamente dois dos candidatos a presidência, com os quais ele possui uma forte amizade. Às vésperas de sua aposentadoria, ele vai ter que decidir entre suas motivações pessoais e profissionais nesse conflito que determina o futuro do país.

## Elenco
| Ator/Atriz        | Personagem       |
| Antônio Fagundes  | Cacá Viana       |
| Alexandra Martins | Giovana          |
| Emílio de Mello   | Igor Marin       |
| Caio Blat         |                  |
| Marcos Caruso     | Roberto Menezes  |
| Amanda Acosta     | Mônica Velazques |
| Edson Celulari    | João Guilherme   |
| Clarisse Abujamra | Testemunha       |
| Caco Ciocler      | Emilio Siqueira  |
| Bruno Fagundes    | Luan Bertollo    |
| Ilana Kaplan      | Recepcionista    |

## Produção
Esse é o primeiro filme produzido pelo ator Antônio Fagundes, com a colaboração de Paulo Pons, o qual assina a direção e o roteiro do filme. Os estúdios Fafilmes e Pax Filmes coproduziram o longa-metragem. A produção do filme foi realizada com recurso dos próprios produtores e as filmagens duraram cerca de 20 dias.

## Lançamento
Contra a Parede teve seu lançamento em televisão, sendo exibido em rede nacional pela TV Globo em 11 de agosto de 2018 durante a sessão de filmes Supercine, transmitida nas madrugadas de sábado para domingo. Simultaneamente, também foi transmitido na plataforma de streaming da emissora, o Globoplay, onde permanece disponível para assinantes. Essa foi a primeira vez que a maior emissora do país transmitiu um filme antes mesmo de se lançar nos cinemas.